# Altar de Sacrificios
Altar de Sacrificios és un centre cerimonial i jaciment arqueològic de la civilització maia precolombina, situat prop de la confluència dels rius Pasión i Salinas (on s'uneixen per formar el riu Usumacinta), a l'actual departament del Petén, Guatemala. Juntament amb Ceibal i Dos Pilas, Altar de Sacrificios és un dels jaciments més coneguts i excavats de la regió, tot i que el jaciment en si no sembla haver estat una força política important durant el període clàssic tardà.

## Etimologia
El jaciment va ser batejat per Teobert Maler, que creia que l'Estela 1 s'utilitzava per a sacrificis. Tot i que s'ha identificat un glif emblema de la ciutat, els epígrafs no n'han pogut fer la lectura fonètica.

## Ubicació
Altar de Sacrificios es troba al costat guatemalenc de la frontera internacional amb Mèxic, que segueix els rius Salinas i Usumacinta. Es troba a 80 km riu amunt de la important ciutat maia del període clàssic de Yaxchilán i 60 km a l'oest de Seibal. El jaciment es troba en una petita illa situada entre pantans estacionals al llarg de la riba sud del riu Pasión, a prop d'on s'uneix al riu Salinas (també conegut com el riu Chixoy). Aquesta illa mesura aproximadament 700 m d'est a oest, amb l'arquitectura cerimonial situada a l'extrem oriental més alt i els grups residencials a l'extrem occidental més baix.

## Història
Les investigacions arqueològiques van descobrir una llarga història d'ocupació del jaciment i van revelar que va ser un dels primers assentaments a les terres baixes maies, ja que va ser fundat abans de Tikal i altres ciutats de la conca central del Petén, possiblement per pobles mixezoque que van arribar de l'oest. Això sembla que va ocórrer al voltant del 800 aC, a principis del període preclàssic mitjà. Els habitants vivien a nivell del terra en cases fetes de materials peribles i encara no havien desenvolupat xarxes comercials extenses.
El jaciment comença a mostrar proves més clares d'un ús com a centre cerimonial entre el 600 i el 300 aC, quan es comencen a construir cases en terrasses.
Més tard, durant el preclàssic, el lloc va ser poblat per pobles maies. La primera piràmide (Estructura B-1) de la tradició maia data d'entre el 300 aC i el 150 dC. També durant aquesta fase, apareixen productes de jadeïta i obsidiana comerciats en enterraments. Sembla que el lloc va dominar la ruta comercial d'Usumacinta cap al 450 aC.
L'Altar de Sacrifiocis entra al període clàssic entre el 150 i el 550 dC. En diversos enterraments s'hi poden trobar objectes marins com ara espines de rajada i objectes de petxina, així com obsidiana, pedra verda i jadeïta. La gran piràmide B-1 arriba a la seva forma final. S'aixequen esteles amb inscripcions, es tallen altars i, com en altres jaciments de la regió, també es troben objectes de Teotihuacan.
La segona meitat del segle vi està marcada per una pausa en les inscripcions i el focus de la construcció es trasllada al grup A. A principis del segle vii, sembla que el jaciment s'ha recuperat i les esteles tallades reapareixen amb característiques del clàssic tardà. A la darrera part d'aquest segle, la ciutat ha arribat a la seva màxima esplendor. Els edificis nous i antics estan revestits de pedra calcària i s'hi construeix una pista de joc de pilota. Els nivells ocupacionals més alts es reflecteixen en la gran quantitat de monuments aixecats. Es troben objectes nobles (miralls de pirita, puntes de projectil de sílex i perles de jadeïta) en enterraments. Al segle ix, quan altres jaciments també entren al clàssic final, la qualitat de la construcció i els béns comença a disminuir. Als segles viii i ix dC, la població d'Altar de Sacrificios estava disminuint.
Durant l'última fase d'ocupació (ca. 900-950 dC), la ceràmica de pasta fina que representa persones amb una aparença diferent va substituir els estils anteriors. L'evidència suggereix que durant el clàssic final el lloc va ser ocupat per estrangers i va prosperar en un moment en què la ciutat propera de Ceibal també experimentava un ressorgiment de la seva fortuna, en ambdós casos vinculat al col·lapse del regne de Petexbatún amb seu a Dos Pilas. S'ha suggerit que l'arribada de forasters en aquesta època va ser deguda al domini maia chontal de la ruta comercial fluvial d'Usumacinta en aquest moment.
Tanmateix, amb el col·lapse de les principals ciutats de la conca de l'Usumacinta, el comerç fluvial va disminuir dràsticament i els nouvinguts no van poder reprendre'l. Altar de Sacrificios, juntament amb les poques altres organitzacions polítiques supervivents a l'oest del Petén, va decaure fins a convertir-se en organitzacions polítiques estancades i centrades en l'interior malgrat els seus contactes a distància. Durant el clàssic final, l'anàlisi d'ossos ha revelat que la salut de la població general se'n ressentia, amb un augment de la mortalitat infantil, una disminució de l'estatura i la proliferació de malalties, tot i que l'elit es va mantenir sana. Al mateix temps, la població reduïda es va retirar a llocs defensables al jaciment. Hi ha poca evidència de cap ocupació després de l'any 950 dC.

### Governants
Almenys deu governants estan registrats als monuments d'Altar de Sacrificios, i probablement n'hi va haver més. Tres governants van governar en el període comprès entre el 455 i el 524 dC, després hi va haver una pausa de seixanta anys. El 589, un governant nou i jove va prendre possessió del càrrec, i va governar fins al 633 dC. En el període comprès entre el 633 i el 662 hi va haver quatre governants més que van governar en una successió relativament ràpida, probablement aquests van ser seguits per almenys dos governants més, tot i que els monuments posteriors són els que estan més mal conservats.

### Història moderna
El jaciment va ser descobert per primera vegada el 1895 per Teoberto Maler. Sylvanus Morley va descriure les inscripcions jeroglífiques de l'Altar de Sacrificis a la seva obra de 1938 Les inscripcions de Petén. També va ser visitat per Frans Blom el 1928. El jaciment va ser investigat pels arqueòlegs A. Ledyard Smith i Gordon Willey del Museu Peabody d'Arqueologia i Etnologia de 1958 a 1963. Des del 2016, un equip internacional liderat pel Lycoming College ha continuat cartografiant i excavant l'Altar de Sacrificis i els seus voltants.

## Descripció del jaciment
Hi ha tres complexos principals d'edificis, coneguts com a grups A, B i C. El grup A s'organitza al voltant de dues places, conegudes com la plaça nord i la plaça sud. Cobreix una àrea d'aproximadament 400 m². El nucli es troba a l'extrem oriental més alt de la petita illa on se situa el jaciment, amb grups residencials que ocupen l'extrem occidental.
El jaciment té 29 monuments inscrits, tanmateix, la majoria estan tan erosionats que són il·legibles. Els monuments datats que encara són llegibles abasten el període des del segle 455 a 849 dC.
El grup A conté els complexos palatins. Les seves dues places estan envoltades per 25 edificis. En aquest grup es van trobar un total d'11 esteles inscrites, 9 d'elles als edificis al voltant de la plaça nord. Entre les que es van trobar a la plaça hi ha l'estela 2 amb la data inscrita més recent al jaciment (30 de novembre del 849 dC).
- L'estructura A-I tenia 3 esteles, inclosa l'estela 1, que va donar nom al jaciment.[27]
- Es van col·locar 3 esteles a l'estructura A-II, juntament amb un altar inscrit i tres panells esculpits.[27]
- L'enterrament 96 és l'enterrament d'una dona que va morir amb vint anys i va ser dipositada en una tomba a l'estructura A-III, després de l'enterrament 28 al mateix edifici. Era més senzill que aquest últim i anava acompanyat de l'ofrena d'un recipient de ceràmica policromada.[28]
- L'enterrament 128 és una tomba de l'elit integrada a l'estructura A-III. És de pedra, amb un sostre de fusta, i contenia les restes d'una dona d'uns quaranta anys, col·locades sobre una estora de palla. Les ofrenes incloïen ceràmica i diversos artefactes fets de jade, pirita, os i petxina.[28]
- L'estela 8 té inscrita una data equivalent al febrer del 628 i és el monument més antic conegut que porta el glif emblema d'Altar de Sacrificios.[25] Es va trobar a la plaça sud en associació amb l'altar 2.[29]
- La pista de pilota o estructura AV separa les places nord de les sud del grup A.[23] És d'un tipus obert similar a les pistes de pilota datades del Clàssic Tardà en altres ciutats de la part occidental de les terres baixes maies. L'àrea de joc mesura 8,66 x 28,8 m.[30]

El grup B es troba a l'oest del grup A i n'és anterior. És on es troba la piràmide principal.
- El temple B-I és una piràmide esglaonada que data del període clàssic primerenc.[32] Mesura 36 m a la base i 13 m d'alçada. La seva importància rau en les 6 esteles inscrites que s'hi han trobat. Aquí es va trobar l'estela 10 amb la data més antiga del jaciment (28 d'agost de l'any 455 dC).[33]

El grup C és un petit grup també a l'oest del grup A, però al sud del grup B. No s'hi van trobar monuments inscrits.